# بانک بازرگانی ایران
بانک بازرگانی ایران به‌عنوان اولین بانک خصوصی در ایران به‌صورت شرکت سهامی در بهمن ماه ۱۳۲۸ تأسیس شد و در سال ۱۳۲۹ فعالیت‌های بانکی خود را آغاز کرد.
این بانک نخستین بانک خصوصی با مالکیت ۱۰۰٪ ایرانی بود.
این بانک در محل پیشین شعبه بازار بانک شاهی واقع در خیابان بوذرجمهری تهران روبروی مسجد سلطانی با ۱۸ نفر کارمند گشایش یافت و در سال ۱۳۲۹ به علت توسعه فعالیت‌های بانک در خیابان سعدی اقدام به تأسیس شعبه کرد.
در سال ۱۳۳۱ بزرگترین موفقیت بانک بازرگانی ایران که خریداری محل بانک شاهی به مبلغ ۳۵۰۰ تومان جدید (۳٫۵ میلیون تومان قدیم)بود، تحقق یافت. بانک بازرگانی در ۲۹ شهریور ماه ۱۳۳۱ بنای ساخته شده توسط قهرمان میرزا امیرلشکر را، از بانک شاهی خریدار نمود.
بانک بازرگانی فعالیت‌های چشمگیری در رقابت با بانک‌های دولتی مانند بانک‌های ملی، سپه، کشاورزی، رهنی، کارگشایی و صنعتی آغاز کرد و به ارائه انواع خدمات بانکی مبادرت ورزید. یکی از اقدامات این بانک در آن زمان افتتاح حساب سیار بود.
دارندگان این حساب به وسیلهٔ دفترچه می‌توانستند از موجودی خود در تمام شهرستان‌هایی که بانک در آنجا شعبه داشته‌است برداشت نمایند. علاوه برآنکه به موجودی این حساب‌ها سود قابل ملاحظه‌ای نیز تعلق می‌گرفت و سالانه دو بار نیز در ماه‌های مهر و بهمن قرعه‌کشی برگزار و به برندگان جوایزی پرداخت می‌شد.
سرمایهٔ پرداختی «بانک بازرگانی ایران» در پایان اسفند ماه ۱۳۴۹ به مبلغ ۲۵۰۰۰ تومان جدید (۲۵۰ میلیون ریال) می‌رسید. این بانک پس از اجرای مادهٔ ۱۷ لایحهٔ قانونی ادغام بانک‌ها در سال ۱۳۵۸ در بانک تجارت ادغام شد.